# Роп, Альберт
Альберт Роп — бахрейнский легкоатлет кенийского происхождения, который специализируется в беге на длинные дистанции.
Занял 5-е место на Гран-при Риети 2011 года в беге на 3000 метров, показав результат 7.35,66. Серебряный призёр кросса Cinque Mulini 2013 года. Серебряный призёр Eurocross 2012 года. Победитель соревнований Indoor Flanders Meeting 2013 года на дистанции 3000 метров с результатом 7.39,59.

## Сезон 2014 года
6 января 2014 года стал победителем кросса Campaccio. 18 мая занял 7-е место на Shanghai Golden Grand Prix в беге на 5000 метров — 13.10,38.

## Гражданство
2 апреля 2013 года он официально стал гражданином Бахрейна. С 1 апреля 2014 года он официально выступает за новую родину, до этого выступал за Кению.